# Matej Jovan
Matej Jovan (15 aprile 1970) è un ex sciatore alpino sloveno.
Agli inizi della carriera, prima della dissoluzione della Jugoslavia (1991), gareggiò per la nazionale jugoslava.

## Biografia
Jovan, originario di Radovljica, debuttò in campo internazionale ai Mondiali juniores di Hemsedal/Sälen 1987; due anni dopo, nella manifestazione iridata giovanile di Alyeska 1989, conquistò la medaglia d'argento nella combinata e quella di bronzo nel supergigante. In Coppa del Mondo esordì il 4 febbraio 1995 ad Adelboden in slalom gigante, senza completare la gara, e ottenne il miglior piazzamento il 27 gennaio 1996 a Sestriere in slalom speciale (13º); sempre in slalom speciale conquistò l'ultimo podio in Coppa Europa, l'8 dicembre 1996 a Serre Chevalier (3º), e prese per l'ultima volta il via in Coppa del Mondo, il 30 gennaio 1997 a Schladming senza completare la gara. Si ritirò al termine della stagione 1997-1998 e la sua ultima gara fu lo slalom speciale dei Campionati sloveni 1998, disputato il 29 marzo a Rogla e non completato da Jovan; non prese parte a rassegne olimpiche o iridate.

## Palmarès

### Mondiali juniores
- 2 medaglie:
  - 1 argento (combinata[1] ad Alyeska 1989)
  - 1 supergigante (slalom speciale ad Alyeska 1989)

### Coppa del Mondo
- Miglior piazzamento in classifica generale: 116º nel 1997

### Coppa Europa
- 1 podio (dati dalla stagione 1994-1995):
  - 1 terzo posto

### Campionati sloveni
- 3 medaglie (dati parziali fino alla stagione 1994-1995):
  - 2 ori (discesa libera, combinata[2] nel 1995)
  - 1 argento (supergigante nel 1995)